# Rostbröstad myrpitta
Rostbröstad myrpitta (Grallaria przewalskii) är en fågel i familjen myrpittor inom ordningen tättingar.

## Utseende och läte
Rostbröstad myrpitta är en 17 cm lång typisk Grallaria med upprätt hållning, bukigt utseende och mycket kort stjärt. Fjäderdräkten är i stort sett helt rostbrun, med gråbrun hjässa samt vitt eller gråvitt på hakan och centralt på buken. Näbben är mörk och runt ögat syns en vit ögonring. Liknande rödbrun myrpitta saknar vitt på hakan, medan rostvit myrpitta istället är vit på strupen och gulbröstad myrpitta snarare är helt gräddvit eller beige undertill.
Lätet består av tre drygt sekunden långa klara eller dubblerade visslingar, upprepade var femte till tionde sekund. Första tonen är lägst, de sista ljusare och stigande.

## Utbredning och status
Fågeln förekommer på Andernas östsluttning i norra Peru (Amazonas till östra La Libertad). Den behandlas som monotypisk, det vill säga att den inte delas in i några underarter.

## Status
Arten har ett begränsat utbredningsområde, men beståndet tros vara stabilt. IUCN kategoriserar arten som livskraftig.

## Namn
Fågelns vetenskapliga artnamn hedrar Nikolaj Przjevalskij (1839-1888), general i ryska armén samt upptäckresande och naturforskare i Centralasien.